# Afzettingen van Rupel
De afzettingen van Rupel zijn een lithostratigrafische eenheid in de Nederlandse en Belgische ondergrond. In Nederland worden ze beschouwd als een formatie (de Formatie van Rupel of Rupel Formatie, afkorting: RU) en ingedeeld binnen de Midden-Noordzee Groep; in België worden ze beschouwd als een eigen groep (de Rupelgroep). De afzettingen van Rupel zijn mariene zanden en kleien uit het tijdperk Oligoceen.

## Naam
De afzettingen van Rupel werden voor het eerst als zodanig beschreven door de Belgische geoloog André Hubert Dumont in 1849. Ze zijn genoemd naar de rivier de Rupel en kunnen maximaal tegen de 250 meter dik zijn.
De afzettingen van Rupel zijn ontstaan tijdens een tijdperk dat naar deze afzettingen Rupelien wordt genoemd (34 - 28 miljoen jaar geleden). In die tijd was het grondgebied van Nederland en het noorden van België bedekt met zee, die naar het noorden en westen dieper werd. De diepte liep daar op tot 500 m, terwijl in het oosten van Vlaanderen en zuidoosten van Nederland meer sprake was van een ondiep, kustnabij afzettingsmilieu.

## Stratigrafie en lithologieën
In België wordt de Rupelgroep in drie formaties ingedeeld: van onder naar boven zijn dit de Formatie van Bilzen (geelwit fijn zand, waarin soms fossielen en glauconiet te vinden zijn), de Formatie van Boom (een dikke kleilaag, waarin soms leemlaagjes en/of septaria voorkomen) en de Formatie van Eigenbilzen (sterk gelaagde zanden). Deze drie eenheden worden in Nederland laagpakketten genoemd. In Oost-Nederland wordt nog een vierde laagpakket onderscheiden, het Laagpakket van Ratum (zand, klei en leem).
In België ligt de Rupelgroep meestal boven op de Laat-Eocene formaties van Sint-Huibrechts-Hern, Zelzate en Maldegem. De eerste twee zijn onderdeel van de Tongeren-groep. In Zuidwest-Nederland komt deze groep ook voor maar wordt ze beschouwd als een formatie. Verder naar het oosten van Nederland ligt de Formatie van Rupel boven op de zanden van de Eocene Formatie van Dongen. In Oost-Nederland (het Midden-Nederlands Hoog) ligt de Formatie van Rupel vaak erosief over oudere Mesozoïsche lagen.
In België liggen over de Rupelgroep diverse jongere afzettingen zoals de Laat-Oligocene Formatie van Voort, de Miocene formaties van Berchem en Bolderberg of de Pliocene Formatie van Kattendijk. In Nederland ligt soms de Formatie van Veldhoven boven op de Formatie van Rupel, maar op andere plekken kan er sprake zijn van een langdurig erosief hiaat, waardoor de nog jongere formaties van Breda of Naaldwijk boven op de Formatie van Rupel liggen.

## Afzettingen
Afzettingen binnen de Formatie van Rupel zijn:
- Laagpakket van Steensel
- Laagpakket van Boom
- Laagpakket van Waterval
- Laagpakket van Kleine-Spouwen
- Laagpakket van Berg
- Laagpakket van Ratum